# Dystonie (maladie)
Pour les articles homonymes, voir Dystonie.
Ne doit pas être confondu avec dystopie.
 Mise en garde médicale
Les dystonies sont un groupe de maladies caractérisées par des troubles moteurs, regroupant la dystonie idiopathique de torsion (DIT) ou dystonie généralisée, les autres dystonies héréditaires, le blépharospasme, la dysphonie spasmodique, la dystonie secondaire à des lésions cérébrales et les dystonies en foyer.
La dystonie frappe hommes et femmes, jeunes et vieux et les gens de toute origine.
Elle n'est pas un trouble psychologique et elle n'affecte pas les facultés intellectuelles. La dystonie n'est pas mortelle, mais elle est chronique et s'accompagne d'incapacité et de douleur, souvent insupportable.
Le traitement est difficile et limité à minimiser les symptômes de la maladie, car il n'existe aucun remède connu. Le traitement le plus utilisé est l'injection de toxine botulique, qui bloque l’influx nerveux entre le nerf et le muscle, entraînant ainsi une diminution de la force musculaire. Ce traitement est temporaire, et à renouveler régulièrement car les effets de la toxine s'estompent.
Il n'y a pas de traitement médicamenteux adapté aux dystonies. Selon les patients, certaines catégories de médicaments peuvent agir sur les symptômes : myorelaxants, anticholinergiques et benzodiazépines.
Un traitement par stimulation cérébrale profonde peut aussi être envisagé.
Des recherches récentes ont étudié plus avant le rôle de la physiothérapie dans le traitement de la dystonie. Une étude récente a montré que la réduction du stress psychologique, conjointement avec l'exercice, est bénéfique pour la réduction de la dystonie tronconique chez les patients atteints de la maladie de Parkinson. Une autre étude a mis l'accent sur la relaxation progressive, l'endurance musculaire isométrique, la force dynamique, la coordination, l'équilibre et la perception du corps, en observant des améliorations significatives de la qualité de vie des patients après 4 semaines.
Étant donné que la racine du problème est neurologique, les médecins ont exploré les activités de rééducation sensoriomotrice pour permettre au cerveau de se « recâbler » et d'éliminer les mouvements dystoniques. Le travail de plusieurs médecins tels que Nancy Byl et Joaquin Farias a montré que la rééducation sensoriologique et la stimulation proprioceptive peuvent induire neuroplasticité, ce qui permet aux patients de récupérer une fonction importante qui a été perdue en raison de la dystonie cervicale, de la dystonie des mains (crampe de l'écrivain), du blépharospasme, la dystonie oromandibulaire, la dysphonie et la dystonie des musiciens,,.